# Prunus tangutica
Prunus tangutica — вид квіткових рослин із підродини мигдалевих (Amygdaloideae).

## Біоморфологічна характеристика
Це густорозгалужений колючий листопадний кущ, який зазвичай досягає 1–2 метри у висоту, іноді досягає 5 метрів. Листкова пластинка (на ніжці до 1 см) еліптична, довгаста або оберненояйцювато-оберненоланцетоподібна, 1.5–4 × 0.5–1.5 см, обидві поверхні голі, абаксіальна (низ) зеленувата, адаксіальна темно-зелена, основа клиноподібна, край тонко тупо-зубчастий, верхівка від тупої до гострої, коротко-загострена. Квітки поодинокі, 2–2.5 см в діаметрі, сидячі або мало розсічені. Гіпантій зовні голий. Чашолистки довго еліптичні, 3–4 мм, зовні голі, по краю нечітко дрібно пилчасті. Пелюстки рожеві, майже білі, обернено яйцеподібні, 7–10 мм. Тичинок 25–30, в 2 кільцях. Кістянка пурпурувато-червона, від майже кулястої до яйцювато-кулястої, 1.5–2 см у діаметрі, густо запушена; мезокарпій тонкий і сухий. Цвітіння: квітень–травень, плодіння: червень–липень.

## Поширення, екологія
Ареал: Китай (пд. Ганьсу, пн.-зх. Сичуань). Населяє сонячні схили, біля струмків; на висотах 1500–2600 метрів.

## Використання
Рослина збирається з дикої природи для місцевого використання в якості їжі. Іноді його культивують заради їстівного насіння, а також вирощують як декоративний. Плоди вживають сирими чи приготовленими. М'якуш дуже тонкий і сухий. З листя можна отримати зелений барвник. З плодів можна отримати барвник від темно-сірого до зеленого.